# 孙宗遗址
孙宗遗址，是位于中华人民共和国安徽省合肥市肥东县合肥循环经济示范园仙临社区的一个商周时期古遗址。
2012年3月19日，肥东县人民政府将孙宗遗址公布为第五批肥东县文物保护单位。